# Дейв Льюїс
Де́від Ро́дні Лью́їс (англ. David Rodney Lewis; нар.3 липня 1953, Кіндерслі, провінція Саскачеван, Канада) — канадський хокеїст і тренер.

## Життєпис

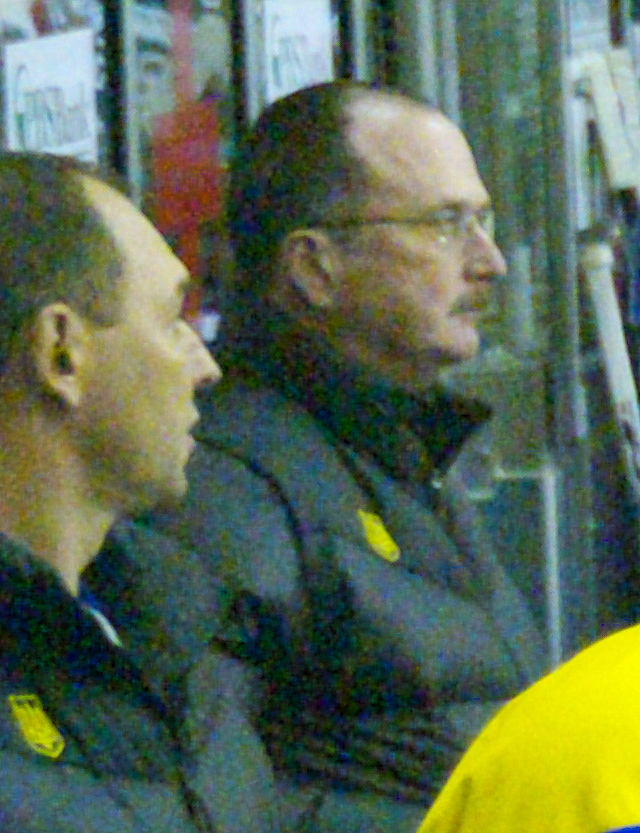

Девід Родні Льюїс народився в маленькому містечку на заході провінції Саскачеван. Це було молоде робітниче містечко яке пов'язане з сільським господарством та газо-нафтовою розробкою в тих місцях, тому не дивно, що основними жителями його були емігранти. Так, в родині вихідців з України (по материнській лінії) та Шотландії (по батьковій лінії) 3 липня 1953 народився Девід Родні Льюїс. На ті часи, Саскачеван, як й вся Канада був захоплений хокеєм, тому більшість малюків краю марили цим видом спорту. Не виняток і Девід Родні, якому вдалося уже в юнацькі роки попасти на заміточку менеджерам-скаутам відомих команд Саскатуна. 
У 17 річному віці Дейв Льюїс підписав контракт з «Саскатунськими лезами», а згодом, в 1971 році дебютував в цій команді.

## Ігрова кар'єра
Льюїс розпочав свою кар'єру з «Саскатун Блейдес» (Saskatoon Blades) з Західної хокейної ліги Канади. Він був підписаний до «Нью-Йорк Айлендерс» в 1973 році на Драфті НХЛ, вибраний в третьому раунді під тридцять третім номером. Він провів шістнадцять сезонів в НХЛ, граючи в захисті команд: «Нью-Йорк Айлендерс», «Лос-Анджелес Кінгс», «Нью-Джерсі Девілс» і «Детройт Ред-Вінгс» — забивши 36 голів і набравши 224 очок у 1008 іграх.

### Статистика, як гравця
| Сезон        | Клуб                 | Ліга         | Регулярний сезон | Регулярний сезон | Регулярний сезон | Регулярний сезон | Регулярний сезон | Плей-оф | Плей-оф | Плей-оф | Плей-оф | Плей-оф |
| Сезон        | Клуб                 | Ліга         | І                | Г                | П                | О                | ШХ               | І       | Г       | П       | О       | ШХ      |
| ------------ | -------------------- | ------------ | ---------------- | ---------------- | ---------------- | ---------------- | ---------------- | ------- | ------- | ------- | ------- | ------- |
| 1971-72      | Саскатун Блейдес     | WCHL         | 52               | 2                | 9                | 11               | 69               | —       | —       | —       | —       | —       |
| 1972-73      | «Саскатун Блейдес»   | WCHL         | 67               | 10               | 35               | 45               | 89               | —       | —       | —       | —       | —       |
| 1973-74      | «Нью-Йорк Айлендерс» | НХЛ          | 66               | 2                | 15               | 17               | 58               | —       | —       | —       | —       | —       |
| 1974-75      | «Нью-Йорк Айлендерс» | НХЛ          | 78               | 5                | 14               | 19               | 98               | 17      | 0       | 1       | 1       | 28      |
| 1975-76      | «Нью-Йорк Айлендерс» | НХЛ          | 73               | 0                | 19               | 19               | 54               | 13      | 0       | 1       | 1       | 44      |
| 1976-77      | «Нью-Йорк Айлендерс» | НХЛ          | 79               | 4                | 24               | 29               | 44               | 12      | 1       | 6       | 7       | 4       |
| 1977-78      | «Нью-Йорк Айлендерс» | НХЛ          | 77               | 3                | 11               | 14               | 58               | 7       | 0       | 1       | 1       | 11      |
| 1978-79      | «Нью-Йорк Айлендерс» | НХЛ          | 79               | 5                | 18               | 23               | 43               | 10      | 0       | 0       | 0       | 4       |
| 1979-80      | «Нью-Йорк Айлендерс» | НХЛ          | 62               | 5                | 16               | 21               | 54               | —       | —       | —       | —       | —       |
| 1979-80      | «Лос-Анджелес Кінгс» | НХЛ          | 11               | 1                | 1                | 2                | 12               | 4       | 0       | 1       | 1       | 2       |
| 1980-81      | «Лос-Анджелес Кінгс» | НХЛ          | 67               | 1                | 13               | 14               | 98               | 4       | 0       | 2       | 2       | 4       |
| 1981-82      | «Лос-Анджелес Кінгс» | НХЛ          | 64               | 1                | 13               | 14               | 75               | 10      | 0       | 4       | 4       | 36      |
| 1982-83      | «Лос-Анджелес Кінгс» | НХЛ          | 79               | 2                | 10               | 12               | 53               | —       | —       | —       | —       | —       |
| 1983-84      | «Нью-Джерсі Девілс»  | НХЛ          | 66               | 2                | 5                | 7                | 63               | —       | —       | —       | —       | —       |
| 1984-85      | «Нью-Джерсі Девілс»  | НХЛ          | 74               | 3                | 9                | 12               | 78               | —       | —       | —       | —       | —       |
| 1985-86      | «Нью-Джерсі Девілс»  | НХЛ          | 69               | 0                | 15               | 15               | 81               | —       | —       | —       | —       | —       |
| 1986-87      | «Детройт Ред-Вінгс»  | НХЛ          | 58               | 2                | 5                | 7                | 66               | 14      | 0       | 4       | 4       | 10      |
| 1987-88      | «Детройт Ред-Вінгс»  | НХЛ          | 6                | 0                | 0                | 0                | 18               | —       | —       | —       | —       | —       |
| WCHL загалом | WCHL загалом         | WCHL загалом | 119              | 12               | 44               | 56               | 158              | —       | —       | —       | —       | —       |
| НХЛ загалом  | НХЛ загалом          | НХЛ загалом  | 1008             | 36               | 188              | 224              | 953              | 91      | 1       | 20      | 21      | 143     |

## Кар'єра тренера
Після закінчення своєї ігрової кар'єри в «Детройт Ред-Вінгс» Дейв Льюїс залишився з командою як помічник тренера. Починаючи з 1988 року він провів незмінних 17 сезонів на тренерському містку команди і лише два останніх сезони він був самостійним — головним тренером «червоних крил». Він допомагав вигравати для детройтців три Кубка Стенлі — 1997, 1998 і 2002 роках. За цей час він набрався значного тренерського досвіду, адже його наставниками та друзями були Жак Демерс (Jacques Demers), Браян Мюррей (Bryan Murray), Вільям "Скотті" Боуман (William «Scotty» Bowman). Коли Скотті Боумен вийшов у відставку в 2002 році, Дейв Льюїс був призначений головним тренером «Детройт Ред-Вінгс». За цих два сезони, він доволі успішно керував «червоними крилами», в тому числі виборовши приз найкращої американської команди Кубок Президента (НХЛ). Проте, у серії плей-офф, не складалося й його команда вибувала на початкових стадіях. Та ще й трапилася оказія з загальним локаутом в лізі, і вже після того, коли його контракт закінчувався 30 червня 2005 року — він не був продовжений. А Льюїс перейшов на іншу клубну роботу — він був знову найнятих як скаут команди.
А через рік, 29 червня 2006 року, Льюїс був названий 27-м головним тренером Бостон Брюїнс. Та це був єдиний його сезон в Бостоні, адже результати були дуже невдалі: команда закінчила сезон з показниками 35-41-6, тому й не пробилася до плей-оф, і, на додачу, фінішувала на останньому місці в Північно-східному дивізіоні. У червні 2007 року Льюїс був звільнений з посади тренера «Брюінс». Згодом він підписав контракт з «Лос-Анджелес Кінгс» і як помічник тренера провів там сезон 2007—2008, тільки от, 4 серпня 2008 року, було оголошено, що він не залишається в команді.
А вже з осені 2008 року Девіда Родні знову побачили на тренерському містку в звичній йому ролі — асистента головного тренера. Тільки цього разу Льюїс вже був асистентом вищої за статусом команди — Національної збірної команди Білорусі. Саме в цей період національна білоруська хокейна дружина запам'яталася своєю змістовною та успішною грою на найбільших світових хокейних форумах.
| Команда           | Рік     | Регулярний сезон | Регулярний сезон | Регулярний сезон | Регулярний сезон | Регулярний сезон   | Регулярний сезон | Регулярний сезон | Плей-оф  | Плей-оф | Плей-оф | Плей-оф                        |
| Команда           | Рік     | Ігри             | Перемоги         | Поразки          | Нічиї            | Перем. в овертаймі | Очки             | Місце            | Перемоги | Поразки | %       | Підсумок                       |
| ----------------- | ------- | ---------------- | ---------------- | ---------------- | ---------------- | ------------------ | ---------------- | ---------------- | -------- | ------- | ------- | ------------------------------ |
| Детройт Ред-Вінгс | 2002-03 | 82               | 48               | 20               | 10               | 4                  | 110              | 1-е Центр        | 0        | 4       | .000    | Дійшов чвертьфінал конференції |
| Детройт Ред-Вінгс | 2003-04 | 82               | 48               | 21               | 11               | 2                  | 109              | 1-е Центр        | 6        | 6       | .500    | Дійшов півфінал конференції    |
| Загалом           | Загалом | 164              | 96               | 41               | 21               | 6                  | 219              |                  | 6        | 10      | .375    |                                |
| Бостон Брюїнс     | 2006-07 | 82               | 35               | 41               | —                | 6                  | 76               | 5th in Northeast | —        | —       | —       |                                |
| Загалом           | Загалом | 82               | 35               | 41               | —                | 6                  | 76               |                  | —        | —       | —       |                                |
| Всього            | Всього  | 246              | 131              | 82               | 21               | 12                 | 295              |                  | 6        | 10      | .375    |                                |